# Dream SMP
O Dream SMP (às vezes abreviado como DSMP e originalmente conhecido como Dream Team SMP) era um servidor Minecraft multiplayer de sobrevivência apenas para convidados  (SMP). Criados pelos Youtubers Dream e GeorgeNotFound, eles interpretaram ao lado de muitos outros criadores de conteúdo do Minecraft como versões fictícias de si mesmos dentro de um enredo amplo e abrangente. Transmitido ao vivo pelos participantes no Twitch e no YouTube, foi tema de uma das webséries de Minecraft mais populares.

## História e enredo
O Dream SMP foi criado por Dream e GeorgeNotFound em abril ou maio de 2020  como um pequeno servidor para alguns amigos. Ele rapidamente ganhou popularidade, em parte devido à pandemia de COVID-19 e colaborações em vários canais do Twitch. Ele estrelou outros Youtubers do Minecraft, como Sapnap e TommyInnit, que interpretaram personagens vagamente baseados em si mesmos. Eles se envolveram em longos conflitos por poder político e artefatos raros.
A maior parte do conteúdo foi improvisado, exceto os principais pontos da trama que foram roteirizados com antecedência. Wilbur Soot, que planejou muitos dos primeiros arcos da história, disse em uma entrevista para o Insider, "Eu escrevo uma série de ganchos de enredo e pontos que devem se unir, no entanto, improvisamos diálogos e comédias para nos levar de ponto a ponto." O servidor tem mais de 20 "eras" em seu enredo e mais de 30 personagens em agosto de 2021. O enredo inicial do servidor foi inspirado em Hamilton, e o musical foi referenciado várias vezes pelos membros do servidor.
Dentro da trama, os personagens podem morrer até três vezes antes de morrerem permanentemente. Alguns membros interpretaram vários personagens, incluindo versões fantasmas de si mesmos.
A Saga do Disco, o arco de história mais antigo do servidor, foi uma série de eventos centrados em dois discos de música raros pertencentes a TommyInnit. Ao longo da saga, Dream e outros personagens lutaram pela posse dos discos, e os usaram como alavanca uns contra os outros. A Disc Saga foi concluída em janeiro de 2021, com Dream sendo preso. A transmissão dos eventos no Twitch de TommyInnit atingiu o pico de mais de 650.000 espectadores, tornando-se a terceira maior transmissão ao vivo de espectadores simultâneos de todos os tempos na plataforma.
Outro conflito estourou quando Wilbur Soot fundou L'Manberg, um estado separatista no jogo para jogadores não americanos. Separou-se da nação Greater Dream SMP e venceu uma guerra pela independência. L'Manberg mais tarde realizaria uma eleição presidencial, que envolveu acalorados debates de RPG entre os partidos políticos fictícios SWAG2020 e POG2020. Quando o companheiro de chapa do SWAG2020, GeorgeNotFound, não apareceu, Quackity, o candidato presidencial do partido, formou um partido de coalizão improvisado com Jschlatt, SchWAG2020. Esse partido de coalizão venceu a eleição com 46% dos votos. Em janeiro de 2021, L'Manberg seria invadido, destruído e dissolvido permanentemente.
Em novembro de 2022, TommyInnit e Tubbo fizeram quatro transmissões ao vivo consecutivas no Twitch, começando em 10 de novembro e terminando em 13 de novembro, descrevendo-as como o final da primeira temporada do Dream SMP. Esses quatro fluxos foram concluídos com o servidor sendo explodido por Tubbo e Jack Manifold. A última parte do stream apresentava Dream, Tommyinnit e Tubbo aparecendo em um novo mundo sem memórias do que havia acontecido no início do stream. Tubbo anunciou mais tarde que todos os fluxos finais subsequentes terminariam com a explosão do servidor, chamando-o de "O Evento". No mesmo fluxo, ele deu a entender que a 2ª temporada pode ter referências à 1ª temporada.
Em março de 2023, Dream anunciou que provavelmente não haveria uma segunda temporada; em resposta, CaptainPuffy carregou mais de 300 imagens tiradas de locais no servidor em vários estágios em seu site.

## Lista de bandeiras Dream SMP

L'Manberg
New L'Manberg
Snowchester
Manberg
Las Nevadas
Kinoko Kingdom
Boomerville
Dry Waters

## Impacto cultural
O Dream SMP conquistou muitos seguidores e um fandom popular, com centenas de milhares de espectadores aparecendo para eventos ao vivo. Suas histórias são analisadas em vídeos estilo documentário, como os de MatPat, que descreve a série como "uma narrativa narrativa através das lentes dos jogos". Broderick também atribui o sucesso sem precedentes do Dream SMP à forma como sua história é apresentada, descrevendo-a como sendo "uma ideia profunda [que] essencialmente transforma os espectadores em seus próprios diretores, pulando através dos streams para ver em qual versão da história eles querem se concentrar". Em setembro de 2021, Benjamin Herold do The Hechinger Report disse que o Dream SMP "ajudou milhões de crianças a permanecerem conectadas ao mundo social" durante a pandemia de COVID-19.

As histórias do servidor inspiraram fan art, fan fiction e musicais online. Embora incomum para um criador online, Dream encorajou a ficção de fãs a ser escrita sobre ele, afirmando que, em última análise, ajuda sua carreira. Um criador de fãs notável é SAD-ist, um animador das Filipinas que ilustra eventos da história do servidor com música e clipes de diálogo.
Uma postagem improvisada de piada no Tumblr feita às custas do fandom Dream SMP levou à criação de um servidor feito por fãs com seu próprio enredo e tradição, conhecido como "Penis SMP".
Em 24 de julho de 2021, a bandeira de L'Manberg foi flagrada em um protesto antivacina em Londres, ao lado de uma bandeira de Donald Trump.

## Na cultura popular
The Verge descreveu o Dream SMP como um "fenômeno mundial", com os fãs do Dream SMP criando grandes quantidades de fan fiction, fan art e fan song. Um notável trabalho de fã, Heat Waves, que é uma série de ficção de fãs relacionada ao Dream SMP hospedada no Archive of Our Own, alcançou o top três em elogios no site. Recebeu o nome da música " Heat Waves " de Glass Animals e é considerada uma das razões pelas quais a música liderou a contagem regressiva Triple J Hottest 100 de 2020 na Austrália.
"Dream SMP" foi listado como um gênero no Spotify Wrapped no final de 2021. O gênero abrange música criada por fãs sobre os eventos do servidor, música feita por membros do Dream SMP e música usada em streams do Dream SMP, mas foi amplamente usada como um chamariz para "Youtuber Music". Os artistas que fazem parte do gênero incluem Glass Animals, Wilbur Soot, Toby Fox e Alec Benjamin. Foi recentemente renomeado para "Pixel".
O servidor foi visitado por várias estrelas convidadas notáveis, incluindo KSI, Vikkstar123, LazarBeam, Ninja, Lil Nas X, Pokimane, Corpse Husband e MrBeast. MrBeast encenou um jogo no servidor escondendo vales-presente no valor de $100,000 para os membros do Dream SMP encontrarem

## Transmissão
Lista adaptada principalmente do Dot Esports.

### Elenco principal
- Seapeekay[53]|colwidth=15em|style=width: 600px}}

 
|

### Ex-membros
- Aimsey (2022) (saiu)
- ItsAlyssa (2020) (saiu)[carece de fontes?]
- Jikishi (2021) (banido permanentemente após acusações de aliciamento)[54]
- Manatreed (2022) (saiu)[55]
- Technoblade (2020–2022) (falecido)[56]

### Aparições e convidados
- Andrea Botez[57]
- Corpse Husband[58]
- Dream's Sister (apelidada de "Drista" por TommyInnit)[c]
- Iskall85[d]
- JustVurb[e]
- KSI[f]
- A irmã de Tubbo, Lani (conhecida online como "LanuSky"; apelidada de "Trista", "Tubsta" e "Tubbling")[g]
- Lil Nas X[67]
- Michael Clifford[68]
- MrBeast[h]
- Ninja[70]
- Pokimane[71]
- Irmão de Karl Jacobs, Sean[i]
- A assistente de Skeppy, Lya (que fingiu ser a irmã de Skeppy; apelidada de "Skepina")[j]
- Spifey
- Zelk
- A esposa de Ph1LzA, Kristin (conhecida online como "Misstrixtin": apelidada de "Trixin" e "Mumza")[k]

|}